# Deriva (náutica)

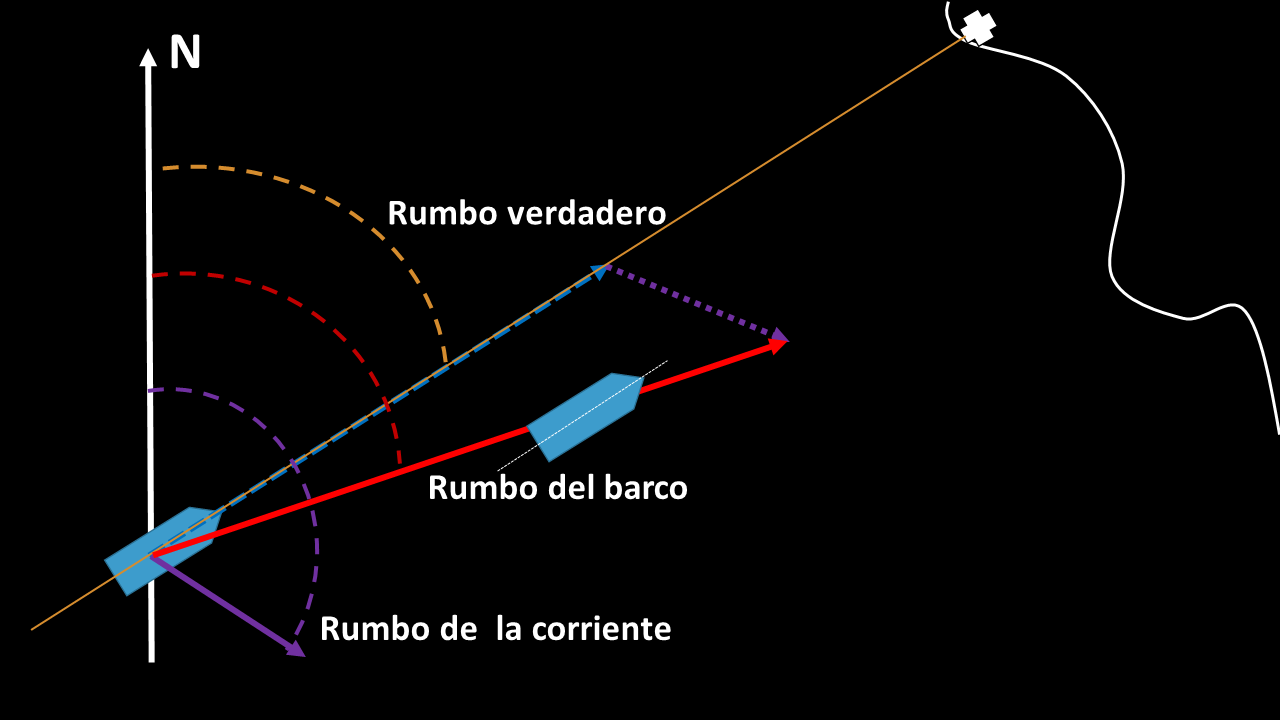
Deriva de un barco como consecuencia de las corrientes marítimas

En navegación marítima, la deriva es el efecto que provoca la corriente  marítima sobre el desplazamiento de una embarcación, afectando tanto al rumbo como a su velocidad. Cuando un barco se desplaza afectado por una corriente marina sufre un desplazamiento que altera su rumbo verdadero sin que el rumbo indicado por el compas sufra variación alguna y dependiendo de la dirección de la corriente, también se ve afectada la velocidad de la nave, lo que dificulta la navegación por estima. Al contrario que el abatimiento, producido por el viento, no se puede medir directamente, siendo necesario realizar el cálculo de la suma vectorial que tenga como componentes la velocidad y dirección del barco y la velocidad y dirección de la corriente. La resultante de estas dos componentes vectoriales sería la deriva. Una vez conocida esta, se obtiene fácilmente tanto la derrota verdadera como la velocidad de desplazamiento de la nave.

## Cálculo de una corriente desconocida
Su valor se expresa en millas náuticas. Para su cálculo sobre la carta es necesario conocer el rumbo de la corriente (Rc) y la intensidad horaria de la corriente (Ihc) que afectan al barco. Ambos valores aparecen en las publicaciones náuticas conocidas como derroteros. En navegación, el rumbo y la intensidad horaria de una corriente desconocida se pueden calcular fácilmente conociendo la situación de partida, el rumbo verdadero (o el de superficie si hay viento) y la velocidad de barco, así como la hora y situación de llegada.
1. Sobre la carta se dibuja el punto de partida, el rumbo verdadero (o el de superficie) y se marca en él la situación estimada (Se), en la que nos encontraríamos si no hubiera corriente. La situación estimada se calcula multiplicando el tiempo transcurrido (T) por la velocidad de barco (Vb).
2. A continuación se marca sobre la carta la situación verdadera (Sv) del barco conocida por cualquier procedimiento habitual (dos demoras a tierra simultáneas, por ejemplo).
3. Se traza una línea recta de la situación estimada (Se) a la situación verdadera (Sv). La desviación en grados de esa línea con respecto al norte verdadero es el rumbo de la corriente (Rc).
4. Para conocer la intensidad horaria (Ihc), se mide la deriva, es decir, la distancia que hay entre la situación estimada (Se) y la situación verdadera (Sv), y se divide entre el tiempo transcurrido. El resultado es la intensidad horaria de la corriente expresada en nudos.

Para calcular una corriente desconocida mediante dos demoras no simultáneas se utiliza el método Lasheras.